# Mesto početka replikacije
Mesto početka replikacije (OriC'') je specifična sekvenca genoma u kojoj se inicira replikacija. Ono učestvuje bilo u replikaciji DNK živih organizama kao što su prokariote i eukariote, ili DNK / RNK virusa, dao što su dvolančani RNK virusi. 
Replikacija DNK može da počne od te tačke i odvija se na jednosmeran ili dvosmeran način.
Specifična struktura mesta početka replikacije varira u izvesnoj meri od vrste do vrste, ali sve imaju zajedničke karakteristike kao što je visok AT sadržaj. Mesto početka replikacije vezuje prereplikacioni kompleks. Taj proteinski kompleks prepoznaje, odvija, i započinje kopiranje DNK.

## Spoljašnje veze
- Replication+Origin на 